# 晚安台灣
《晚安台灣》是台灣音樂組合滅火器樂團的一首台語歌曲，收錄於他們的第2張錄音室專輯《海上的人》中。歌曲的創作靈感源於2008年中華民國立法委員選舉。在是次選舉中，中國國民黨贏得四分之三席次，主唱楊大正因而極度憂鬱，他輾轉難眠，抱著吉他亂彈，找到了旋律和歌詞，於是就創作完成了這首歌曲。歌曲歌詞表達了“就算受盡苦痛，還是要迎接明日太陽”之情感。《晚安台灣》在許多社運場合都傳唱度極高，在洪仲丘事件和太陽花學運中凝聚了全場的情緒。2014年3月29日，滅火器樂團在Facebook上公告表示將《晚安臺灣》免費提供給支持太陽花學運的人士做非商業行為的使用。2015年春節之際，民進黨主席蔡英文率領民進黨黨籍各時任縣市首長，播放了他們在錄音室錄製的《晚安台灣》，以祝福台灣能在新的一年平安順遂。滅火器樂團曾多次現場表演了這首歌曲，包括民進黨在2016年中華民國總統選舉的「迎向未來、點亮台灣」選前造勢晚會、2016年–2017年臺中市跨年晚會、2017年夏季世界大學運動會閉幕式等，此外團體在台灣以外地區演出時亦多次現場表演了這首歌曲。

## 外部連結
- 《晚安台灣》音樂錄影帶 （页面存档备份，存于）
- 蔡英文率領民進黨黨籍縣市首長翻唱《晚安台灣》 （页面存档备份，存于）